# 棚集山
參數所指定的目標頁面不存在，建議更正成存在頁面或直接建立下列一個頁面（建立前請先搜尋是否有合適的存在頁面可以取代）：
- 棚幾山

棚集山（排灣語： 或 ）位於臺灣屏東縣來義鄉丹林村，林邊溪支流來義溪、尖刀尾溪的分水嶺上。峰頂海拔898.3公尺，立有三等三角點6646號，為台灣小百岳之一，可俯瞰整片屏東平原，乃至遠眺琉球嶼。由於山頭在稜線中不甚突出，在過去官方測繪的地圖中幾乎不被視為獨立的山峰，而是東南方久保山的其中一座山頭。沿稜線攀登可抵達東南方的久集山、久保山等山。
棚集山稜線西北端為排灣族丹林部落所在地，日治時期的地圖記載為「 Tanashiu-sha」，後來為了轉換成漢字名稱，取日語中的訓讀「 tana」，以及的音讀「 shū」，遂成今日「棚集山」一名。